# Thomas Bellamy (attore)
Thomas Bellamy (California, 12 agosto 1906 – Los Angeles, 11 febbraio 1979) è stato un attore statunitense. È uno dei primi bambini afroamericani cui sia stato affidato nel 1918 e un ruolo di coprotagonista in cortometraggio nel cinema di Hollywood.

## Biografia
Thomas Bellamy nel biennio 1918 e 1919 recitò in venti cortometraggi del serial cinematografico Judge Brown Stories. Il giudice e produttore Willis Brown e il regista King Vidor nel cortometraggio The Chocolate of the Gang (1918), gli affidarono il ruolo del coprotagonista (The Black Boy), assieme a Ernest Butterworth Jr. (The White Boy), narrando la vicenda di un ragazzo afroamericano cui è negato di entrare in un club di ragazzi per il colore della sua pelle. King Vidor lo diresse in altri diciannove cortometraggi come ad esempio: The Lost Lie e The Accusing Toe. Gli episodi, furono scritti dal giudice Willis Brown per sensibilizzare il pubblico americano sulle problematiche della delinquenza giovanile.

## Contesto
Negli anni della segregazione ben poche opportunità si offrivano agli attori afroamericani, sia adulti che bambini, costretti a ruoli stereotipati ed umilianti. Per quanto riguarda i bambini però i canoni segregazionisti si dimostravano meno rigidi, venivano ammesse delle eccezioni, a cominciare dal cortometraggio A Scrap in Black and White del 1903, di cui non si conoscono i nomi dei giovani interpreti.
Anche chi volesse denunciare i pregiudizi razziali ricorreva ai bambini, cui il pubblico era incline a guardare con maggior favore. È il caso del cortometraggio When Little Lindy Sang (1916), scritto da Olga Printzlau per la regia di Lule Warrenton, con la piccola Ernestine Jones, dove la vicenda si concentra sulle vicende di una piccola allieva afroamericana in una classe di bambini bianchi.
Bisognerà attendere gli anni venti e l'esperienza delle Simpatiche canaglie per vedere Ernest Morrison e altri attori bambini afroamericani interagire su un piano di sostanziale parità con attori bambini "bianchi" e gli anni sessanta e settanta perché si affermi una visione meno stereotipata delle questioni razziali nel cinema statunitense.

## Filmografia

### Cortometraggi
- The Accusing Toe, regia di King Vidor (1918)
- A Boy Built City (1918)
- Bud's Recruit (1918)
- The Case of Bennie (1918)
- The Chocolate of the Gang (1918)
- Dog vs Dog (1918)
- I'm a Man (1918)
- Kid Politics (1918)
- The Lost Lie (1918)
- Love of Bob (1918)
- Marrying Off Dad (1918)
- The Preacher's Son (1918)
- The Rebellion  (1918)
- Tad's Swimming Hole (1918)
- Thief or Angel (1918)
- The Three Fives (1918)
- Danny Asks Why (1919)
- The Demand of Dugan (1919)
- Gum Drops and Overalls (1919)
- Shift the Gear, Freck (1919)